# Septizodium

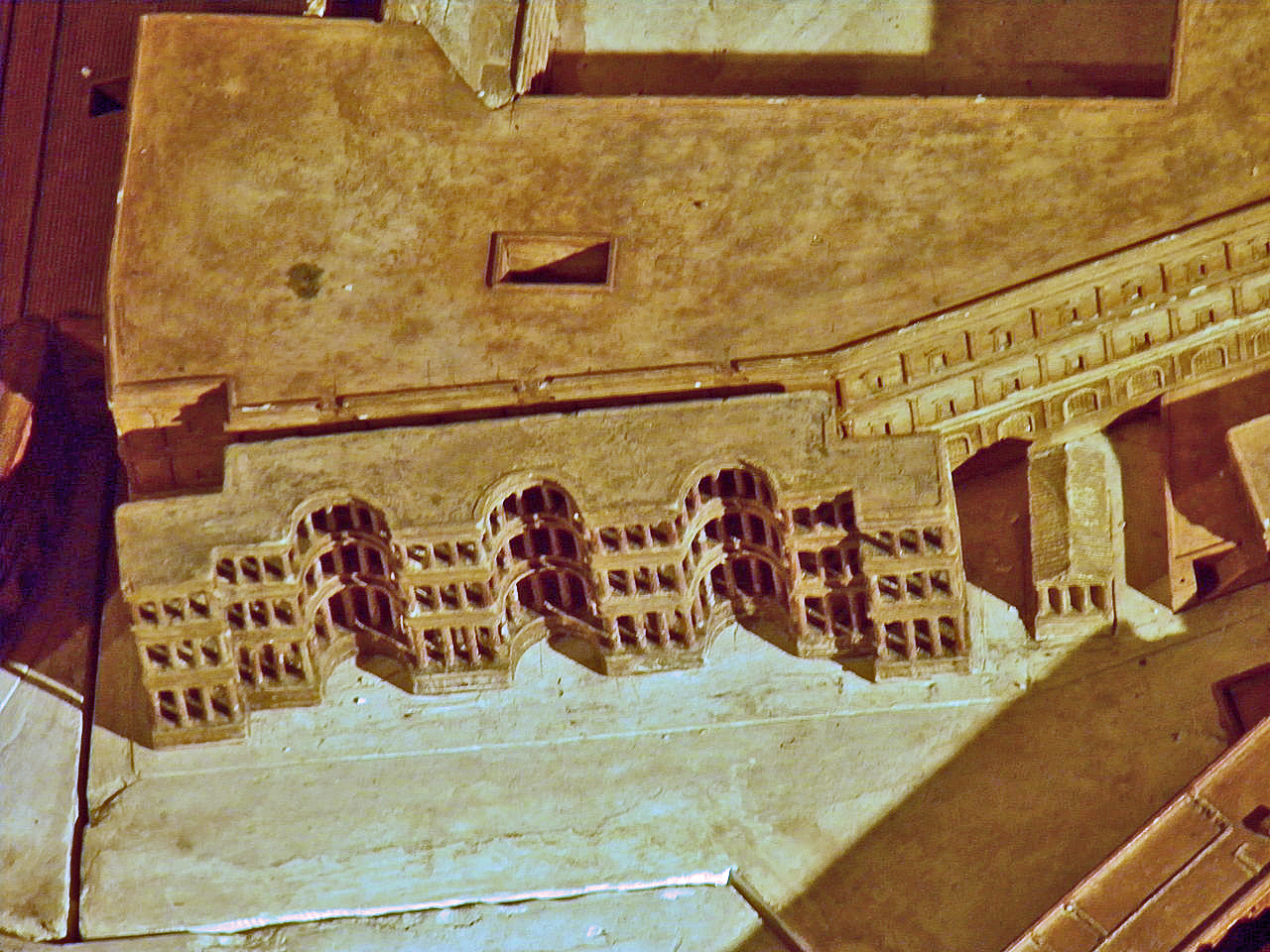
El Septizodium en un plànol de Roma de Paul Bigot.

El Septizodium (també anomenat Septizonium o Septicodium) era un edifici de la Roma antiga. Va ser construït el 203 per l'emperador Septimi Sever. L'origen del nom "Septizodium" és de Septisolium, que vol dir temple de set sols en llatí, i es deia així probablement per les set deïtats planetàries (Saturn, Sol, Lluna, Mart, Mercuri, Júpiter i Venus) o pel fet que en un principi estigués dividit en set parts. L'edifici no tenia un ús més enllà de ser un element decoratiu de la ciutat per la seva façana. El Septizodium estava situat on la Via Àpia virava en direcció al Palatí, sobre un pou. Per trobar altres exemples d'aquesta tipologia d'edifici cal anar a l'Àfrica.
Ammià Marcel·lí es refereix a l'edifici en un passatge ambigu: "El poble... ha vingut tot junt al Septizodium, un lloc popular, on Marc Aureli va construir un espai per a les nimfes en un estil força ostentós."
Al segle viii, l'edifici, que ja estava en runes, s'havia incorporat en una de les diverses fortaleses dels barons a la ciutat medieval, que la família Frangipani es va construir entre el segle xii i el XIII.
L'agost de 1241, després de la mort del papa Gregori IX, els 11 cardenals que podien entrar a Roma a través de les línies de l'exèrcit d'II de l'emperador Frederic II, es van reunir a l'atrotinat palau de Septizodium. L'elecció de dos mesos de durada va ser àrdua, no només per la crisi política profunda, sinó també per les dificultats físiques. Feia molta calor i la pluja es filtrava a través del sostre de la cambra dels cardenals, i es barrejava amb l'orina dels guardes de Matteo Rosso Orsini sobre les teules. Un dels cardenals emmalaltir i va morir. El nou papa nou, Celestí IV també es desgastà molt, i va morir 16 dies després de la seva elecció.
El 1588, durant el regnat del Pap Sixt V, la façana oriental de l'edifici va ser enderrocada sota la direcció de Domenico Fontana. Les pedres resultants es van utilitzar per la base de l'obelisc que hi ha a la Piazza del Popolo, la restauració de la Columna de Marc Aureli, la tomba papal dins de Santa Maria Maggiore i altres estructures.